# Ian Stewart (wiskundige)

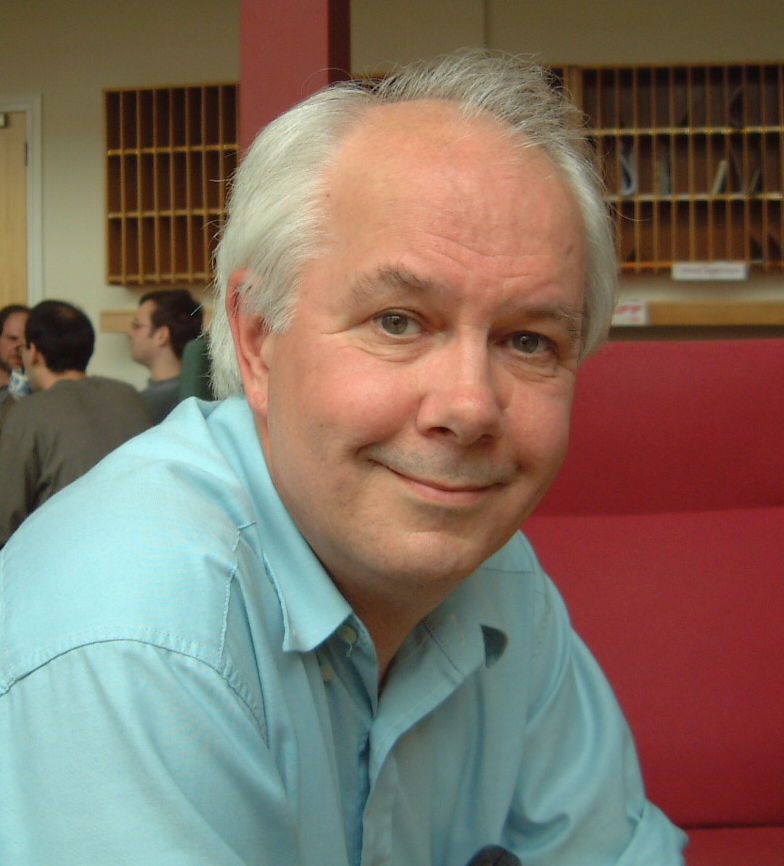
Ian Stewart (2008)

Ian Stewart (1945) is een wiskundige uit Engeland, hoogleraar aan de Universiteit van Warwick en verwierf bekendheid met populaire wetenschap en sciencefiction. Hij is gehuwd en heeft twee zonen.

## Academische loopbaan
Stewart viel op het einde van het middelbaar onderwijs bij zijn wiskundeleraar op. Hij kreeg zonder enige voorbereiding, als experiment, de vragen voorgeschoteld van het eindexamen, het Engelse A-level. Stewart zou dat examen het beste hebben gemaakt. Dezelfde leraar bezorgde Stewart een beurs voor het Churchill College aan de Universiteit van Cambridge, waar hij de graad van Bachelor in de wiskunde haalde. Hij promoveerde in Warwick, ging daar daarna werken en verrichtte zijn bekendste wetenschappelijk werk in de catastrofetheorie.
Stewart heeft als bezoeker tijdelijke posities bekleed in Duitsland (1974) en Nieuw-Zeeland (1976) en aan de Universiteit van Connecticut (1977-1978) en de Universiteit van Houston (1983-1984).
Hij werd in 1995 onderscheiden met de Michael Faraday-medaille en hield in 1997 de Royal Institution Christmas Lectures. Hij werd in 2001 fellow van de Royal Society.

## Publicaties
Hij publiceerde samen met Jack Cohen en Terry Pratchett drie populaire boeken gebaseerd op de Schijfwereld uit het fictieve werk van Pratchett. Pratchett benoemde in 1999 tijdens de ceremonie, waarin hijzelf een eredoctoraat van de Universiteit van Warwick ontving, hem en Cohen tot 'Eremagiërs van de Ongeziene Universiteit'.
Stewart publiceerde meer dan 140 wetenschappelijke artikelen, waaronder een reeks met Jim Collins over gekoppelde oscillatoren en de symmetrie van de loop van dieren.

### Boekenlijst
Ian Stewart heeft de volgende boeken geschreven of er aan meegewerkt:
- Algebraic Number Theory and Fermat's Last Theorem, 2002 (met D. Tall en A.K. Peters). ISBN 1-56881-119-5
- Another Fine Math You've Got Me Into
- The Collapse of Chaos (met J. Cohen)
- Concepts of Modern Mathematics
- Does God Play Dice?: The New Mathematics of Chaos
- Evolving the Alien: The Science of Extraterrestrial Life (met J. Cohen). Tweede uitgave What Does a Martian Look Like?: The Science of Extraterrestrial Life
- Game, Set and Math
- Fearful Symmetry
- Figments of Reality (met J. Cohen)
- Flatterland, april 2001. ISBN 0-7382-0442-0
- From Here to Infinity, oorspronkelijke titel: The Problems of Mathematics
- Galois Theory, 2000. ISBN 1-58488-393-6
- Heaven (met J. Cohen), mei 2004; fictie. ISBN 0-446-52983-4
- Letters to a Young Mathematician, mei 2006. ISBN 0-465-08231-9
- Life's Other Secret
- The Magical Maze
- Math Hysteria, juni 2004. ISBN 0-19-861336-9
- Nature's Numbers
- The Problems of Mathematics, 1987. ISBN 0-19-289182-0
- The Science of Discworld (met J. Cohen en T. Pratchett)
- The Science of Discworld II: The Globe (met J. Cohen en T. Pratchett)
- The Science of Discworld III: Darwin's Watch (met J. Cohen en T. Pratchett)
- What is Mathematics?: eerst door R. Courant en H. Robbins, tweede uitgave door Ian Stewart
- Wheelers (met J. Cohen); fictie
- Why Beauty is Truth: The Story of Symmetry, 2007. ISBN 0-46508-236-X